# Argenteria

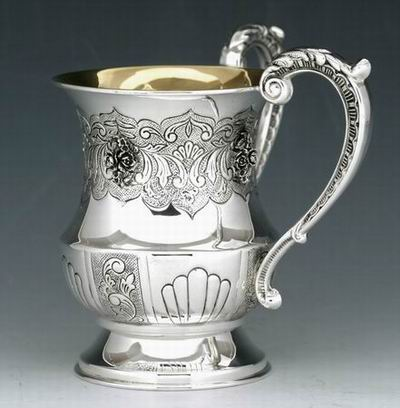
Brocca d'argento

L'argenteria è un'arte applicata relativa alla lavorazione dell'argento. Il termine indica anche l'insieme degli oggetti in argento, sia quelli destinati al servizio in tavola come posate, ciotole, vassoi, teiere, zuccheriere, caffettiere, coppe, alzate, piatti, che quelli destinati all'arredamento come cornici, portafoto, ninnoli, vasi.
L'argentiere utilizza numerose tecniche di lavorazione: martellatura, cesello, incisione, sbalzo, tornitura, saldatura, stampaggio, tranciatura, traforatura, fusione, fresatura, galvanotecnica, pulitura, ravvivatura. Le suppellettili si lavorano, tradizionalmente, per colata in stampo, o in tempi più recenti per stampaggio a forte pressione, mentre il vasellame richiede più fasi: si parte dalla lastra d'argento, che viene inizialmente tagliata, deformata e saldata, e quindi martellata nella faccia che dovrà rimanere interna; successivamente si opera con il cesello, grazie a scalpelli e bulini. A causa della sua malleabilità l'argento non viene mai lavorato puro ma è necessaria l'aggiunta di un altro metallo, generalmente il rame.

## Storia
L'estrazione dell'argento, presente nella maggior parte delle rocce aurifere e cuprifere e nei giacimenti di piombo, è iniziata nella tarda età del bronzo, mentre l'argento è stato isolato solo in una fase tarda della lavorazione dei metalli.
La storia della lavorazione dell'argento è antichissima, basti pensare alla oggettistica rinvenuta da Heinrich Schliemann, risalenti al XVI secolo a.C. nell'Asia Minore e a quella contemporanea dell'area cretese-micenea.

Probabilmente furono i Fenici ad egemonizzare il commercio dell'argento, diffondendolo anche in Etruria.

Nell'antica Grecia, la lavorazione dell'argento si sviluppò intorno al V secolo a.C., grazie alla scoperta dei giacimenti dell'Aurion, i cui estratti furono sfruttati anche in un settore innovativo, come quello per le monete.

Presso gli antichi romani, l'argenteria assunse un ulteriore valore aggiunto, ossia quello artistico e tra gli esempi più mirabili vi furono il "tesoro di Boscoreale", oggi al Louvre, il "tesoro di Hildesheim", un servizio da tavola di età augustea e i vasi votivi denominati Aquae Apollinares. L'argenteria a Roma si diffuse soprattutto tra i ricchi e nei luoghi di culto, e le stesse tendenze si conservarono nei primi secoli dell'era cristiana.
L'argenteria mantenne una notevole diffusione presso Bisanzio, almeno fino all'VIII secolo d.C. e in Occidente i Franchi, a cominciare da Carlo Magno, si mostrarono appassionati produttori di oggetti. Il gusto bizantino si espanse a Venezia, che come punto di incontro di varie culture, ricevette l'influenza anche dell'arte islamica.
Tra il XII e il XIII secolo, nell'Europa centrale rifiorì l'arte dell'argento massiccio, producendo opere monumentali come ad esempio "l'arca dei Re Magi" conservata presso il duomo di Colonia, dal tipico gusto gotico che anticipò l'insorgere dello stile rinascimentale. L'ampia diffusione, in questo periodo, di manufatti d'argento, spinse le autorità a regolamentarne il travaso dalla produzione per le monete, come era accaduto qualche secolo prima presso i bizantini, e di conseguenza in ogni paese si introdussero punzoni per identificare a seconda dei casi il produttore, l'anno di lavorazione, il titolo dell'argento. Oggi in Italia i titoli più usati sono argento 800 o 925.
Dopo la scoperta dell'America, l'utilizzo dell'argenteria venne ulteriormente rilanciato, agevolato dalle enormi quantità rintracciate nel Nuovo Mondo. La Colombia e il Perù settentrionale furono le regioni maggiormente sviluppate nei vasellami e nelle statue in argento.
In Europa si distinsero ancora due correnti artistiche e produttive: la prima si consolidò in Inghilterra e fu rafforzata dall'arrivo di molti artigiani francesi, scappati dal loro paese per la persecuzione contro gli Ugonotti; la seconda corrente si diffuse intorno alla metà del XVIII secolo, per opera dei fratelli Adam, e della loro passione per gli ornamenti greco-romani, tramutata in un vero e proprio Adam style, capace di invadere anche il mercato americano e gettare le basi per l'argenteria "coloniale" di Paul Revere e di Pygan Adams, considerate tra le più eleganti ed espressive. Nello stesso periodo si distinsero in Inghilterra John Chartier e Nicholas Clausen, in Francia Pierre-Edme Balzac, Louis Jean-Baptiste Chéret e Simon Bourguet, caratterizzandosi per la miscela di elementi rococò con altri di tendenza già classicheggiante. e successivamente Jean-Nicolas Boulanger.
All'eclettismo subentrò nel XIX la produzione in serie, della quale va ricordato il periodo "floreale".

## Collezioni
L'argenteria è oggetto di raccolte sia da parte di pubbliche istituzioni che di privati. La più antica raccolta di argenteria d'Europa nel periodo successivo a quello dei romani è stata realizzata dall'orafo David Altenstetter nel suo laboratorio nel 1615. Essa si trasmise per via ereditaria per numerose generazioni in una famiglia di banchieri e nel 2005 fu acquistata all'incanto da un collezionista statunitense.
Ecco alcuni casi rilevanti di raccolte:
- Nel Tesoro dei Granduchi di Firenze è compreso un Museo degli Argenti che raccoglie vaste collezioni, molte delle quali risalenti all'epoca dei Medici
- Nel Museo degli Argenti di Ariano Irpino, ospitato nella tesoreria della Cattedrale di Santa Maria Assunta, sono custodite svariate opere in argento fra cui una teca contenente due Sacre Spine della corona di Cristo
- Nella Camera degli Argenti della Residenza di Monaco di Baviera sono conservati 3500 "pezzi" singoli di argenteria appartenuti alla famiglia Wittelsbach.[3]
- Nel Museo Palatino della città di Heidelberg è in mostra l'argenteria, costituita da 72 pezzi, della principessa Elisabetta Augusta del Palatinato-Sulzbach e risalente al periodo rococò
- «Il servizio di argenteria di Hildesheim può essere considerato di gran lunga il più completo tra i servizi in argento di Augusta del XVIII secolo»[4] Il servizio è stato in effetti suddiviso. Una parte è in mostra nel Museo Nazionale della Baviera a Monaco mentre il resto si trova a Hildesheim, nel Roemer- und Pelizaeus-Museum.